# Anillos Dixon
Los anillos Dixon son una forma de empaque aleatorio utilizado en el procesamiento químico. Consisten en una malla de acero inoxidable formada en un anillo con un divisor central, y están destinados a ser empaquetados aleatoriamente en una columna empaquetada. Los anillos Dixon proporcionan un gran área superficial y baja caída de presión mientras mantienen una alta tasa de transferencia de masa, lo que los hace útiles para destilaciones y muchas otras aplicaciones. 

## Antecedentes

### Columnas empacadas
Las columnas empacadas se usan en una variedad de industrias para permitir el contacto íntimo entre dos fluidos inmiscibles que pueden ser líquido/líquido o líquido/gas. Los fluidos pasan a través de un flujo de contracorriente a través de una columna. 

### Embalaje de columna al azar
El relleno aleatorio de columnas se usa para caracterizar la fracción de volumen máximo de un objeto sólido obtenido cuando se empaquetan aleatoriamente. Este método de embalaje se ha utilizado desde principios de la década de 1820; los tipos de empaque utilizados se hicieron originalmente de esferas de vidrio. Sin embargo, en 1850 fueron reemplazados por una piedra pómez más porosa y pedazos de coque. 
A principios del siglo XX, Friedrich Raschig se dio cuenta de la importancia de una fracción de alto vacío y de que la superficie interna de los medios de embalaje participa en la transferencia de masa. Diseñó el anillo Raschig, que era más efectivo que las formas anteriores de empaque aleatorio y se hizo muy popular. Los anillos Raschig generalmente se construyen de cerámica o metal y proporcionan una gran superficie dentro de la columna para la interacción entre los vapores líquidos y gaseosos.

## El desarrollo del anillo Dixon
En 1946, el Dr. Olaf Dixon desarrolló un nuevo producto para la destilación en columna. Basado en el diseño del anillo Lessing, Dixon desarrolló el anillo Dixon, empleando una malla de acero inoxidable para mejorar la caída de presión de la columna empaquetada. 

## Solicitud

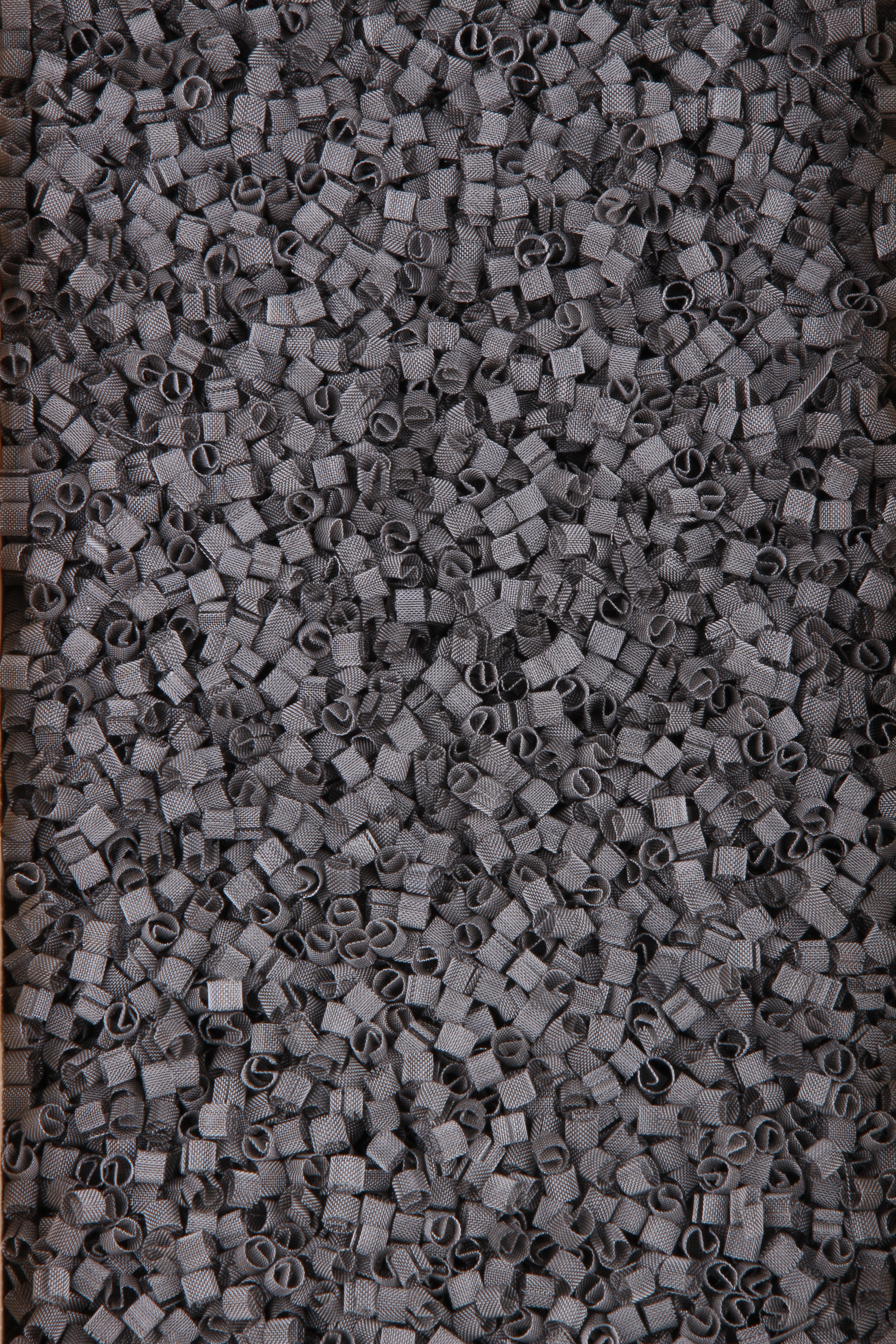
Anillos Dixon

Los anillos Dixon se utilizan principalmente para aplicaciones de destilación de laboratorio. 

## Principios de rendimiento
El rendimiento mejorado del anillo Dixon se basa en la tensión superficial del líquido: cuando la malla está húmeda, su área superficial aumenta enormemente, con un aumento adicional en la velocidad de transferencia de masa. Los anillos Dixon requieren humectación previa (flujo de líquido sobre el lecho empaquetado antes de comenzar el flujo de reacción). Si bien esto aumenta el tiempo de inicio del procesamiento por lotes, el aumento del rendimiento del anillo Dixon lo supera. 
| Propiedad                                      | Talla de anillo | Talla de anillo | Talla de anillo |
| Propiedad                                      | 1/16 "          | 1/8 "           | 1/4 "           |
| ---------------------------------------------- | --------------- | --------------- | --------------- |
| Área de superficie {\displaystyle m^{2}/m^{3}} | 3550            | 2378            | 900             |
| Espacio vacío%                                 | 94,63           | 90,98           | 90,73           |
| Número por litro                               | 102,000         | 24,400          | 2.965           |